# منتخب النمسا لكرة الطائرة للرجال
منتخب النمسا لكرة الطائرة للرجال (بالألمانية: Österreichische Volleyballnationalmannschaft der Männer)‏ هو ممثل النمسا الرسمي في المنافسات الدولية في كرة طائرة في فئة كرة الطائرة للرجال .

## طالع أيضًا
- منتخب النمسا لكرة الطائرة للسيدات